# Wilhelm von Lenz
Wilhelm von Lenz (20 de mayo de 1809, Riga - 7 de enero de 1883, San Petersburgo) fue un oficial y escritor alemán del Báltico ruso. 
Fue amigo de muchos de los compositores románticos de mitad del siglo XIX, incluyendo a Franz Liszt, Frédéric Chopin y Hector Berlioz. Su obra más importante e influyente fue una temprana biografía del compositor alemán Ludwig van Beethoven, titulada Beethoven et ses trois styles (1852), escrita en respuesta a la despectiva obra de Alexander Ulybyshev Nouvelle biographie de Mozart (1843). Lenz promovió la idea (ya sugerida por anteriores figuras como François-Joseph Fétis) de que el estilo musical de Beethoven se dividía en tres periodos característicos. Dicha división, con cambios menores, ha sido utilizada ampliamente por los musicólogos en el análisis de las composiciones de Beethoven.
Fue un pianista aficionado, que había conocido a Franz Liszt ya a finales de 1828. En el verano de 1842, estaba en París de nuevo, donde recibió más lecciones por parte del compositor húngaro. Entre su repertorio de obras se encontraba el Nocturno Op. 9/2 de Chopin.